# Refshalevej
Refshalevej er en vej som ligger i København og strækker sig gennem Refshaleøen og Holmen. Vejen grænser op til Christianshavns Vold mod syd og løber parallelt med Laboratoriegraven og Erdkehlgraven, der ligger uden for de kunstigt anlagte øer på Holmen.

## Historie
Navnet Refshalevej stammer fra Refshalen, en tidligere ø med en form, der mindede om en rævehale. Området bestod oprindeligt af lavvandet farvand kendt som Refshalegrunden. I 1870’erne blev Refshaleøen anlagt ved opfyldning af området, da skibsværftet Burmeister & Wain flyttede sin produktion fra Christianshavn hertil. Refshalevej blev anlagt som forbindelsesvej til værftet.

## Militærhistoriske bygninger
Langs Refshalevej findes flere historiske militærbygninger fra Søværnets tid i området. Blandt disse er:
- Søværnets tidligere depot for søminer, der nu huser den trestjernede Michelin-restaurant Noma.
- Krudtmagasinerne på Frederiks og Carls Bastioner, opført omkring 1780 efter en eksplosion i det daværende krudtmagasin ved Østervold. Efter opførelsen blev de nye magasiner placeret på de dengang ubeboede voldanlæg ved Christianshavn.[1]

## Christiani Quinti Lynette
Refshalevej passerer resterne af fæstningsværket Christiani Quinti Lynette, der blev anlagt i midten af 1700-tallet som en del af udvidelsen af Christianshavns Vold. Lynetten var en fremskudt bastion designet til at beskytte flådeværftet på Holmen. Navnet stammer fra batteriet Quintus, som blev opkaldt efter kong Christian V, i hvis regeringstid anlægget blev bygget. Kort fra 1868 viser, at anlægget eksisterede få år før opførelsen af Refshaleøen begyndte.

## Bygninger på vejen
- Nr. 20: Øresundsmiljøskolen
- Nr. 96: Noma: Trestjernet Michelin-restaurant
- Nr. 141: La Banchina: En café og badeanstalt
- Nr. 167: Reffen - Copenhagen Street Food: Nordens største street food-marked
- Nr. 169B: Mikkeller Baghaven: En ølbar og bryggeri
- Nr. 173A: Copenhagen Contemporary: Et internationalt kunstcenter
- Nr. 173C: Alchemist: Trestjernet Michelin-restaurant
- Nr. 200: Margretheholms havn, Lynetten